# EMNee
EMNee（エミニー）は2022年5月1日にデビューした日本の女性アイドルグループ。

## 概要
グループ名は、コロナ禍で少し落ち込んだ世の中にエミ（笑顔）をお届けし、皆様からNeed（必要）とされ続ける存在でありたいという想いから名付けられた。老若男女から幅広く愛されるグループを目指していた。
2022年4月結成。2022年5月1日、品川インターシティホールにて開催されたIDOL CONTENT EXPOにてデビュー。
2022年12月18日、渋谷O-Crestで開催された卒業ライブをもって、楠木しゅりと西琴音が卒業。
2023年3月5日、渋谷DESEOで開催された「現体制終了・卒業公演」をもって、松沢咲那・藤白るうか・横山みい奈が卒業。全メンバーが卒業し、解散となった。
※2023.07.05現在も支払い済み生誕グッス未納 / 納期され次第配送と解散日にメールが届くが、2022年購入から半年以上経過。

## メンバー
| 名前        | 読み            | ニックネーム        | 担当カラー | 生年月日 | 出身地 | 活動期間                   | 備考                                     |
| ----------- | --------------- | ------------------- | ---------- | -------- | ------ | -------------------------- | ---------------------------------------- |
| 松沢 咲那   | まつざわ さな   | さなぴ さなち       | 黄色       | 7月14日  | 埼玉県 | 2022年5月1日～2023年3月5日 | 現Blueberry Girls（涼川紗菜）            |
| 藤白 るうか | ふじしろ るうか | るぅるぅ            | 白色       | 9月30日  | 静岡県 | 2022年5月1日～2023年3月5日 | 元シュガーノアール                       |
| 横山 みい奈 | よこやま みいな | みーな みーにゃ     | ピンク     | 10月26日 | 栃木県 | 2022年5月1日～2023年3月5日 | 元Neo Standard 現Ange☆Reve（松本みいな） |
| 楠木 しゅり | くすのき しゅり | すりちゃん しゅりり | 水色       | 6月4日   | 埼玉県 | 2022年5月1日～同年12月18日 | 元サクヤコノハナ                         |
| 西 琴音     | にし ことね     | ことねん            | 紫色       | 10月13日 | 愛知県 | 2022年5月1日～同年12月18日 | 元てぃんく♪                              |

## 略歴

### 2022年
- 4月19日、4月20日にメンバー発表することを発表。同時に5月1日に品川インターシティーホールにて開催されるIDOL CONTENT EXPOにてデビューすることが発表。[1]
- 4月20日、楠木しゅり、松沢咲那、藤白るうか、横山みい奈、西琴音の五名のメンバーの発表。[2]
- 5月1日、品川インターシティーホールにてお披露目[3][4]
- 5月2日、「くじの神様」のサブスク配信開始[5]
- 5月10日、「Dreamers be Amebitious 」のサブスク配信開始[6]
- 5月19日、公式オンラインショップ開設[7]
- 6月19日、初単独公演〜楠木しゅり生誕祭2022〜[1][2][3]
- 6月22日、「君と走る世界」のサブスク配信開始[4]
- 6月27日、「急にブルーハワイ」サブスク配信開始
- 7月10日、SPARK 2022 in YAMANAKAKO 7月18日出演権争奪戦　結果3位　出演権獲得[5][6]
- 7月23日、初定期公演〜松沢咲那生誕祭2022〜[8][9]
- 7月24日、3ヶ月連続定期/主催公演開催決定、MV撮影決定[10]
- 9月11日、近代麻雀水着祭2022　楠木しゅり、横山みい奈、藤白るうか3名が出演
- 9月19日、アイコンプール大撮影会　楠木しゅり、横山みい奈、藤白るうか3名が出演
- 10月15日、11月15日に半年記念ワンマンライブ開催決定[11]
- 10月16日、単独LIVE〜藤白るうか生誕祭2022〜[12][13]
- 11月15日、半年記念ワンマンライブ開催[14]
- 11月22日、楠木しゅり・西琴音が2022年12月18日をもってグループからの卒業を発表[15]
- 11月23日、EMNee単独LIVE〜横山みい奈生誕祭2022〜[16][17]
- 12月18日、EMNee 楠木しゅり・西琴音卒業公演[18]

### 2023年
- 2月17日、松沢咲那・藤白るうか・横山みい奈の卒業と、グループの解散を発表。[19]
- 3月5日、「現体制終了・卒業公演」をもって、グループ解散。[20]

## 楽曲
- くじの神様 作詞:mamimi 作曲:APAZZI[21]
- Dreamers be Amebitious[22]
- 君と走る世界 作詞:菊池諒 作曲:芝山武憲[23]
- 急にブルーハワイ 作詞:mamimi 作曲:APAZZI[24]
- 初恋パーリタイム[25]
- 常識ディストラクション[26]

### メンバー
twitter
- 松沢咲那-@EMNee_sana
- 藤白るうか-@EMNee_ruuka
- 横山みい奈-@EMNee_miina

Instagram
- 松沢咲那-matsuzawa_sana
- 藤白るうか-ruuka_0930
- 横山みい奈-miina_yokoyama

#### 元メンバー
twitter
- 楠木しゅり-@kusunoki_shuri
- 西 琴音-@EMNee_kotoneInstagram
- 楠木しゅり-kusunoki_shuri
- 西 琴音-nishikotonechan